# Josef Jäger (Baumeister)

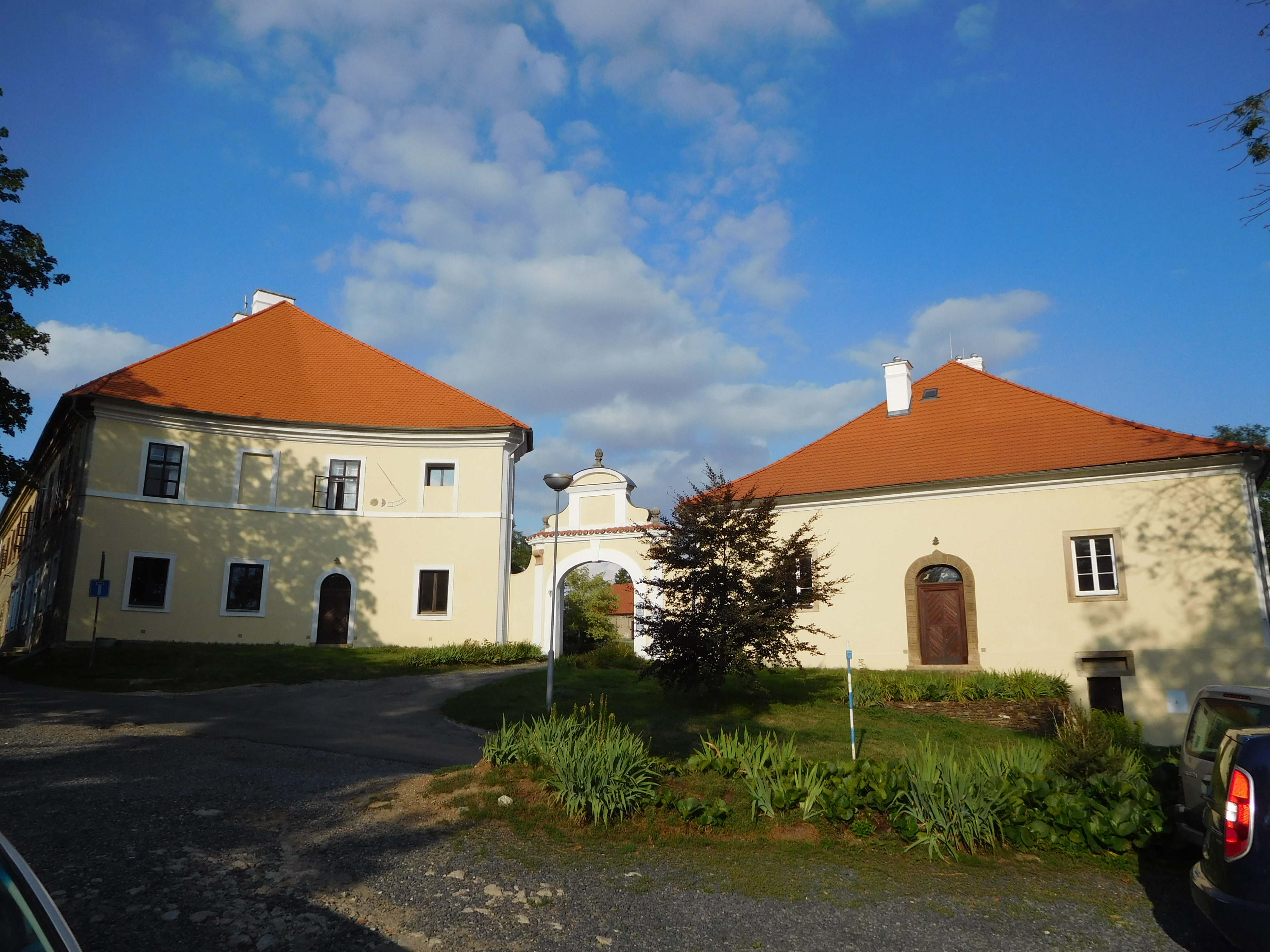
Neues Schloss in Škvorec

Josef Jäger (* 1721 in Tirol; † 16. September 1793 in Prag) war ein in Böhmen wirkender Baumeister österreichischer Abstammung.

## Biographie
Josef Jäger kam möglicherweise über den ebenfalls aus Tirol stammenden Baumeister Andreas Hafenegger nach Prag. Seit 1759 besaß er das Bürgerrecht der Prager Kleinseite. Seine Bauwerke kennzeichnen den Übergang vom Barock zum klassizistischen Barock.
Zu seinen Werken gehören u. a. der Grömling-Palast auf der Prager Kleinseite (1786) sowie
der Umbau von Schloss Kostelec nad Černými Lesy (1759). Zusammen mit Anton Haffenecker errichtete er 1779 die Kleinseitner Kaserne. Er ist der Autor des Projekts der St.-Wenzels-Kirche in Černochov in Böhmen, die 1779 erbaut wurde.